# Anomala whiteheadi
Anomala whiteheadi är en skalbaggsart som beskrevs av Gilbert John Arrow 1910. Anomala whiteheadi ingår i släktet Anomala och familjen Rutelidae. Inga underarter finns listade i Catalogue of Life.